# 여주 FC
여주 FC(Yeoju Football Club)는 대한민국 경기도 여주시에 있었던 축구 선수단이다. 여주시축구단이 운영하는 남자 세미프로 축구단이며, 2018년에 창단되었다. 여주시축구협회가 2017년에 창단을 추진하여 2018년 시즌부터 K3리그 베이직에 참가했다. 2020년에 K4리그에 참가하였고, 시즌이 끝나고 팀 해체가 결정되었으나 2021년 2월 1일 K4리그 개막전 대진표에서 여주 FC로써 리그 참가를 이어가는 것을 확정지었다.
2018년 1월 20일 K3리그 대표자 회의에서 여주 신생팀의 가입을 최종 승인하였으며, 구단 명칭은 "여주세종축구단"으로 결정되었다. 구단주는 이항진 여주시장이며, 단장은 유호일 여주시축구협회장이 추대되었다. 박종환이 총감독으로 부임하면서, 오주포가 초대 감독으로 선임되었다.
2019 시즌을 앞두고 구단명은 기존의 여주세종축구단에서 여주시민축구단으로 변경한다고 발표하였다.
2021 시즌을 앞두고 구단명은 기존의 여주시민축구단에서 여주 FC로 변경한다고 발표하였다.

## 선수 명단
2023년 3월 2일 기준
참고: FIFA 자격 규정에 따라 소속된 국가대표팀 국기를 표시합니다. 선수는 복수의 FIFA 비회원국 국적을 가지고 있을 수 있습니다.
| 번호 | 포지션 | 국적 | 이름   |
| ---- | ------ | ---- | ------ |
| 1    | GK     |      | 김태인 |
| 4    | MF     |      | 이진섭 |
| 5    | DF     |      | 이현왕 |
| 6    | DF     |      | 김성현 |
| 7    | MF     |      | 이태형 |
| 8    | MF     |      | 유청인 |
| 9    | FW     |      | 최정훈 |
| 10   | MF     |      | 이동희 |
| 11   | FW     |      | 한창구 |
| 12   | DF     |      | 이승현 |
| 13   | MF     |      | 홍태기 |
| 14   | MF     |      | 김태경 |
| 15   | MF     |      | 김선진 |
| 16   | DF     |      | 이동건 |

| 번호 | 포지션 | 국적 | 이름   |
| ---- | ------ | ---- | ------ |
| 17   | MF     |      | 이태훈 |
| 18   | GK     |      | 서준성 |
| 19   | MF     |      | 정충근 |
| 20   | DF     |      | 이정재 |
| 21   | MF     |      | 조민기 |
| 22   | DF     |      | 김동희 |
| 23   | DF     |      | 조우리 |
| 24   | MF     |      | 박준택 |
| 26   | DF     |      | 서정원 |
| 27   | FW     |      | 김하준 |
| 28   | DF     |      | 박영후 |
| 29   | DF     |      | 조경찬 |
| 30   | MF     |      | 김재윤 |
| 33   | MF     |      | 이상진 |
| 42   | DF     |      | 안정민 |
| 45   | FW     |      | 정서우 |
| 66   | MF     |      | 김민건 |
| 77   | GK     |      | 김상재 |
| 80   | MF     |      | 김지안 |
| 99   | MF     |      | 이래준 |

## 행정
- 운영팀장 전종완
- 운영차장 매니저 신용하
- 행정주임 엄소연
- 의무트레이너 손필규

## 경영진
- 단장 김영기
- 대표이사 한만웅

## 참고 문헌
- “스포츠지원포털 등록 현황”. 대한체육회.
- “KFA 통합경기정보 시스템”. 대한축구협회.